# Jonas Finn Olsson
Jonas Finn Olsson, född 5 november 1971 i Stockholm, är en svensk före detta professionell ishockeyspelare (center).